# Primavera (Botticelli)
Mùa Xuân (tiếng Ý: Primavera phát âm tiếng Ý: [primaˈvɛːra]), là một bức tranh lớn được thực hiện trong khoảng thời gian từ năm 1470 - 1480 của họa sĩ thời Phục Hưng Ý - Sandro Botticelli. Nó được mô tả là "một trong những bức tranh được viết nhiều và gây tranh cãi nhất trên thế giới", và cũng là "một trong những bức tranh nổi tiếng nhất trong nghệ thuật phương Tây". Từ năm 1919, bức tranh là một phần trong bộ sưu tập của bảo tàng Uffizi ở Florence, Ý.